# Морган, Эвелин де
Эвелин де Морган (англ. Evelyn De Morgan; 30 августа 1855 — 2 мая 1919) — британская художница, последовательница прерафаэлитов.

## Биография

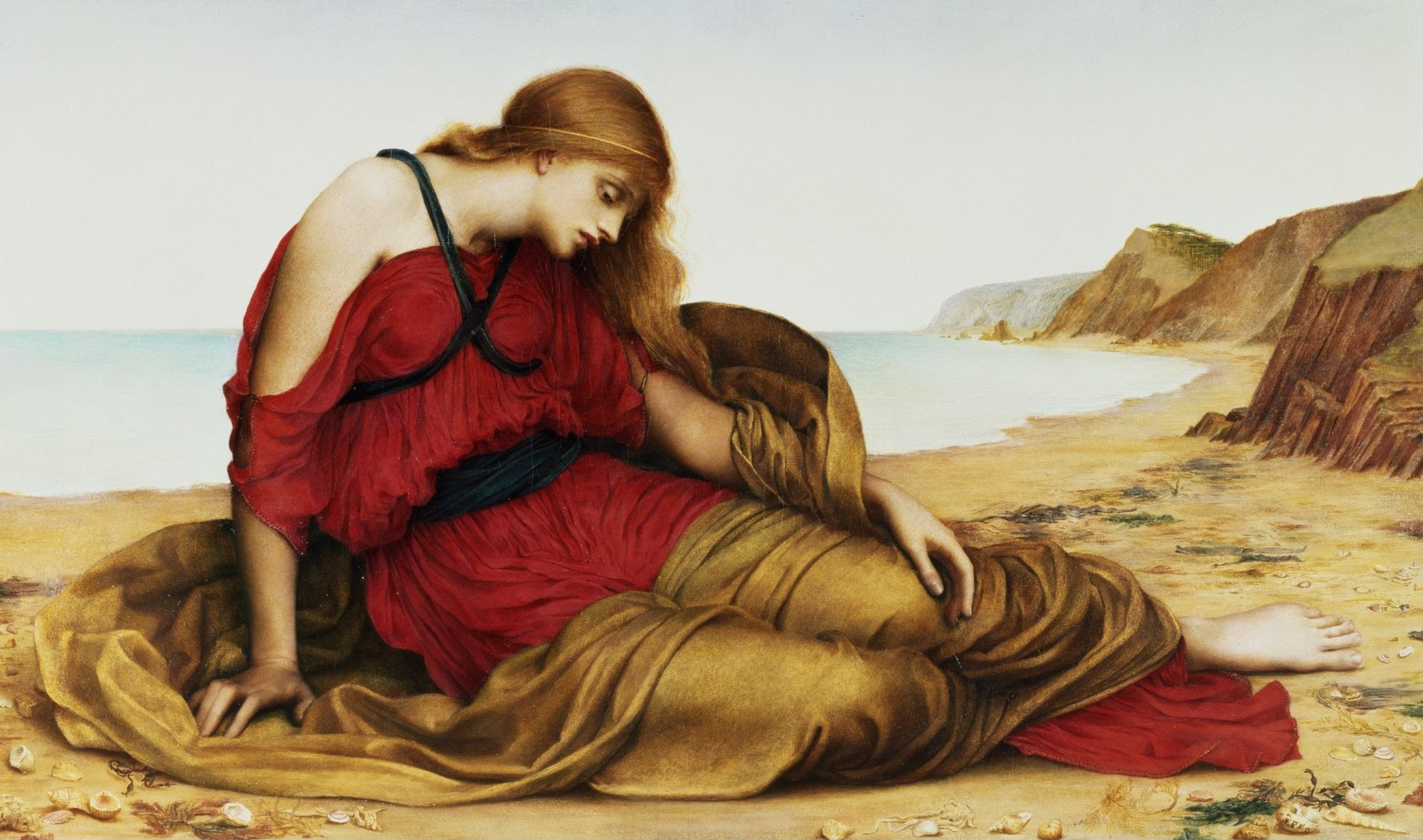
Ариадна на Наксосе, 1877

Урождённая Эвелин Пикеринг (англ. Evelyn Pickering). Происходила из состоятельной семьи среднего класса. С 15 лет брала уроки рисования. В 1873 году поступила в Школу изящных искусств Слэйда (англ.), где стала самой юной студенткой. После окончания она уехала во Флоренцию к своему дяде, художнику-прерафаэлиту Джону Спенсеру Стэнхоупу. По возвращении в Англию написала свою первую имевшую большой успех картину «Ариадна на Наксосе». Она писала главным образом произведения на литературные и мифологические сюжеты («Маленькая морская русалка», «Фосфор и Геспер»). В 1887 году она вышла замуж за художника по керамике Вильяма де Моргана и прожила с ним до его смерти в 1917 году. Сама Эвелин де Морган умерла два года спустя в Лондоне и была похоронена на кладбище в Бруквуде.
Работы де Морган представлены в Галерее искусств Уокера, собраниях Национального фонда в Найтшейес-корте (англ.) и Уайтвик-мэнор (англ.), в Национальной портретной галерее.

## Известные картины

Любовное зелье, 1903
Ангел Смерти, 1881
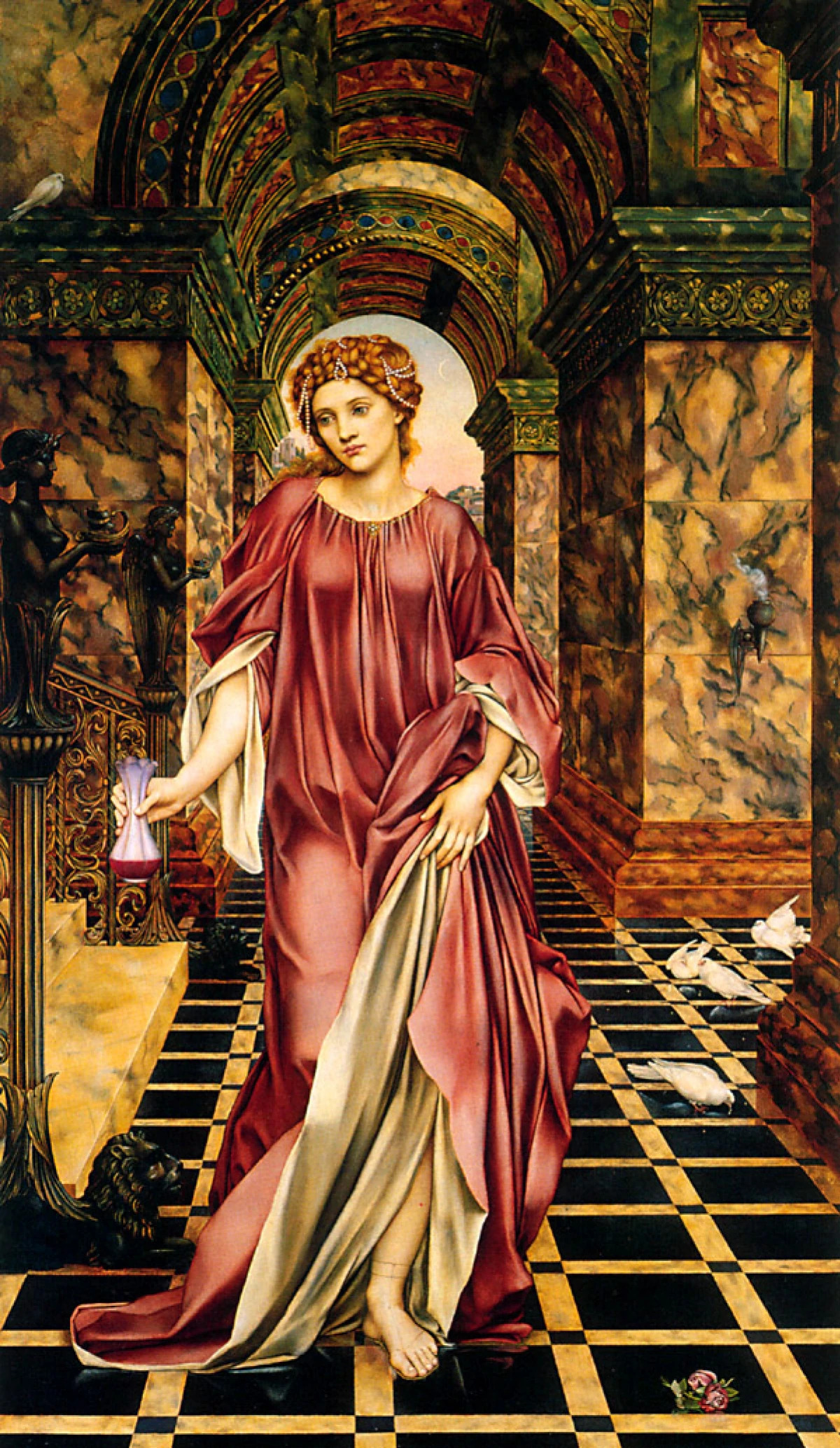
Медея
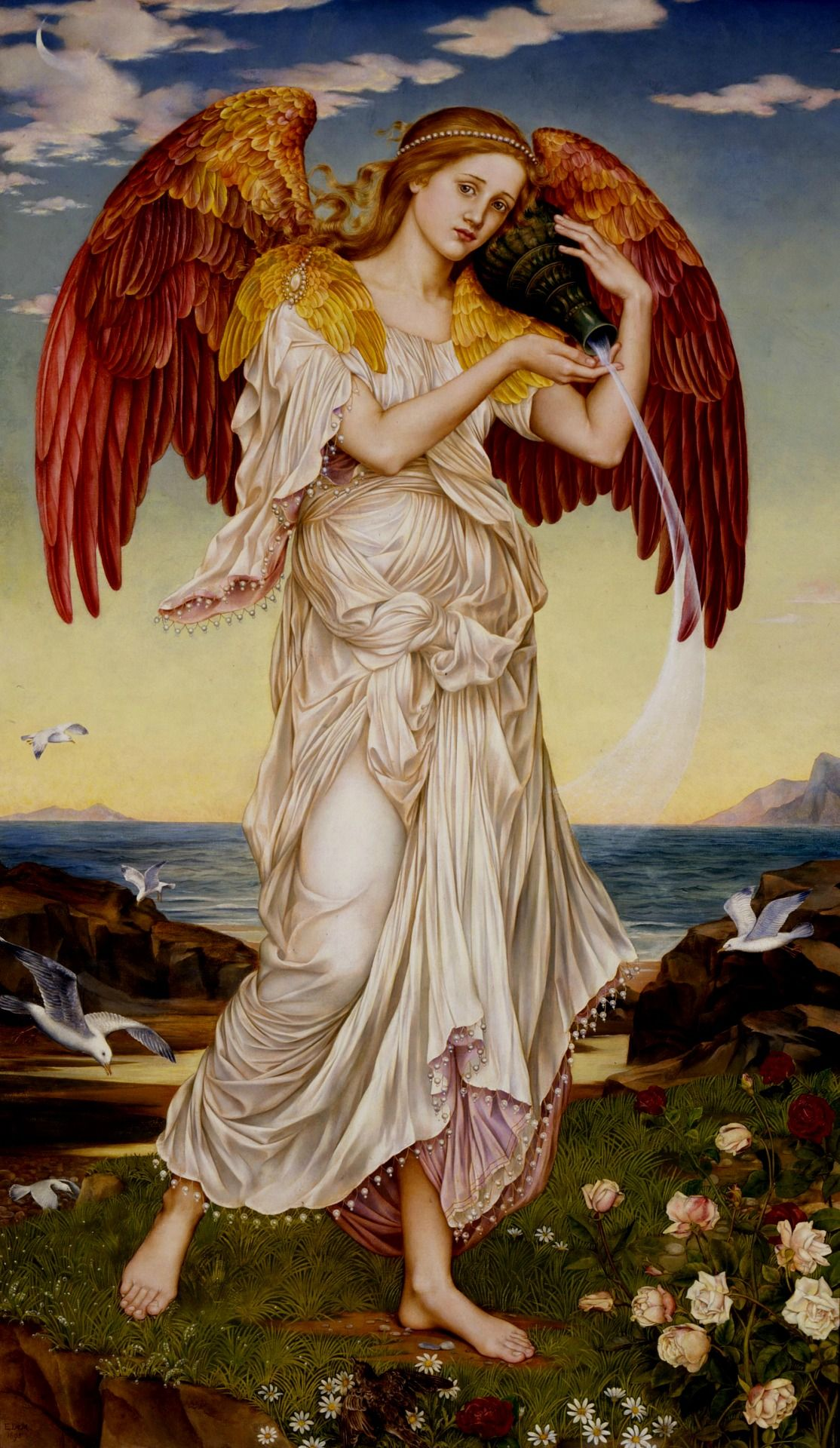
Эос, 1895
Кассандра
Флора, 1894
Елена Троянская, 1898
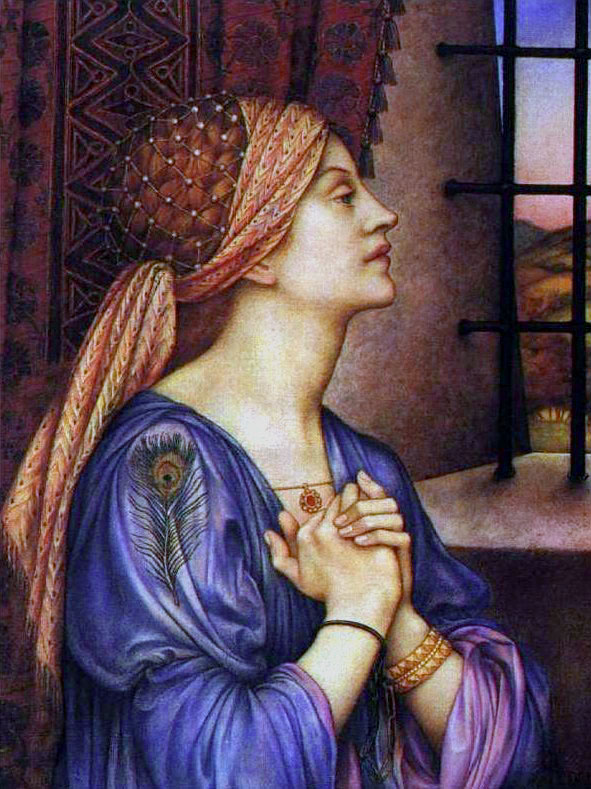
Пленница
Красный крест
Дриада, 1884-85